# Даун, Вирих Филипп фон
Вирих Филипп Лоренц фон унд цу Даун (нем. Wirich Philipp Lorenz Graf von und zu Daun, Fürst von Teano; 19 октября 1669, Вена — 30 июля 1741, там же) — граф, князь фон Теано, австрийский полководец, фельдмаршал (25 ноября 1707 года), вице-король Неаполя в 1707—1708 и 1713—1719 годах, губернатор Миланского герцогства в 1725—1734 годах, кавалер ордена Золотого руна, отец генералиссимуса Леопольда Йозефа Дауна.

## Биография
С 1701 года он участвовал в войне за испанское наследство под командованием принца Евгения в Италии. Прославился обороной Турина против французов в 1706 году. В 1707 году Даун, который тем временем получил звание фельдцейхмейстера, двинулся на юг, чтобы завоевать Неаполитанское королевство. Сопротивление испанцев и неаполитанцев было сломлено осадой и штурмом крепости Гаэта. Позже управлял Неаполем на правах вице-короля. Даун инициировал успешное завоевание Сардинии. Назначенный фельдмаршалом и главнокомандующим в Италии со штаб-квартирой в Милане в качестве преемника Евгения Савойского, Даун выступил против Рима в 1708 году, изгнал маршала Клода-Луи-Эктора де Виллара и освободил в 1708 году Ломбардию от французов, заставил в 1709 году папу Климента XI заключить мир с Иосифом I.
С 1719 по 1725 год он был директором артиллерии и городским комендантом Вены. Временно в 1725 г.был губернатором Нидерландов, потом в 1728 г. был губернатором Милана, который в 1733 году, во время Войны за польское наследство, вынужден был сдать французам.